# Yaerikima kartaboana
Yaerikima kartaboana är en kräftdjursart som först beskrevs av Van Name 1936.  Yaerikima kartaboana ingår i släktet Yaerikima och familjen Philosciidae. Inga underarter finns listade i Catalogue of Life.